# 小行星9232
小行星9232（英語：9232 Miretti）是一颗围绕太阳公转的小行星。1997年1月31日，V. Goretti在皮亚诺罗发现了此天体。
这颗小行星的绝对星等为285.3994427851616等。